# Futsal-Asienmeisterschaft
Die Futsal-Asienmeisterschaft (offiziell: AFC Futsal Championship) wird von der Asian Football Confederation organisiert und seit 1999 ausgetragen. Die erste Endrunde fand im malaysischen Kuala Lumpur statt. Das Turnier wurde von 1999 bis 2008 jährlich, danach alle zwei Jahre ausgetragen. Das Turnier dient alle vier Jahre auch als Qualifikationsturnier für die Weltmeisterschaft.

## Geschichte
Als der Weltverband FIFA die ersten Futsal-Weltmeisterschaft ausrichten ließ, entsandte Asien mit Saudi-Arabien und Japan noch zwei beliebige Vertreter. Zur nächsten WM 1992 fand allerdings eine Qualifikation mit damals noch sechs Mannschaften statt, zur Qualifikation für die WM 1996 traten schließlich neun Mannschaften an.
Im Jahre 1999 wurde dann beschlossen, eine Asienmeisterschaft auszutragen. Die erste Ausgabe fand vom 5. bis 10. März 1999 in Malaysia statt. Sieger des Turniers wurde die Mannschaft des Irans, die sich ab diesem Zeitpunkt mit Ausnahme von 2006 alle Meisterschaften sichern konnte.

## Modus
Der Gastgeber der Endrunde ist für die Asienmeisterschaft fix qualifiziert, zudem ziehen die 12 am besten platzierten Mannschaften des Vorjahresturniers ebenfalls in die Endrunde ein. Die weiteren vier Plätze werden in einem Qualifikationsturnier ausgespielt. Bei der Endrunde werden die Nationen auf vier Vierergruppen aufgeteilt. Die beiden Erstplatzierten jeder Gruppe erreichen das Viertelfinale und spielen im Kreuzspiel um den Aufstieg in das Finale. Es wird auch ein Spiel um den dritten Platz ausgetragen. Der Modus bei der Endrunde änderte sich mehrfach.

## Die Turniere im Überblick
| Jahr         | Austragungsort(e)            | Finale       | Finale         | Finale     | Spiel um Platz drei | Spiel um Platz drei | Spiel um Platz drei |
| Jahr         | Austragungsort(e)            | Asienmeister | Ergebnis       | 2. Platz   | 3. Platz            | Ergebnis            | 4. Platz            |
| ------------ | ---------------------------- | ------------ | -------------- | ---------- | ------------------- | ------------------- | ------------------- |
| 1999 Details | Kuala Lumpur (Malaysia)      | Iran         | 9:1            | Südkorea   | Kasachstan          | 2:2, 4:3 i. E.      | Japan               |
| 2000 Details | Bangkok (Thailand)           | Iran         | 4:1            | Kasachstan | Thailand            | 8:6                 | Japan               |
| 2001 Details | Teheran (Iran)               | Iran         | 9:0            | Usbekistan | Südkorea            | 2:1                 | Japan               |
| 2002 Details | Jakarta (Indonesien)         | Iran         | 6:0            | Japan      | Thailand            | 4:2                 | Südkorea            |
| 2003 Details | Teheran (Iran)               | Iran         | 6:4            | Japan      | Thailand            | 8:2                 | Kuwait              |
| 2004 Details | Macau                        | Iran         | 5:3            | Japan      | Thailand            | 3:1                 | Usbekistan          |
| 2005 Details | Ho-Chi-Minh-Stadt (Vietnam)  | Iran         | 2:0            | Japan      | nicht ausgetragen   | nicht ausgetragen   | nicht ausgetragen   |
| 2006 Details | Taschkent (Usbekistan)       | Japan        | 5:1            | Usbekistan | Iran                | 5:3                 | Kirgisistan         |
| 2007 Details | Osaka / Hyogo (Japan)        | Iran         | 4:1            | Japan      | Usbekistan          | 5:3                 | Kirgisistan         |
| 2008 Details | Bangkok (Thailand)           | Iran         | 4:0            | Thailand   | Japan               | 5:3                 | China               |
| 2010 Details | Taschkent (Usbekistan)       | Iran         | 8:3            | Usbekistan | Japan               | 6:1                 | China               |
| 2012 Details | Dubai (VA Emirate)           | Japan        | 6:1            | Thailand   | Iran                | 4:0                 | Australien          |
| 2014 Details | Ho-Chi-Minh-Stadt (Vietnam)  | Japan        | 2:2, 3:0 i. E. | Iran       | Usbekistan          | 2:1                 | Kuwait              |
| 2016 Details | Taschkent (Usbekistan)       | Iran         | 2:1            | Usbekistan | Thailand            | 8:0                 | Vietnam             |
| 2018 Details | Taipeh / Neu-Taipeh (Taiwan) | Iran         | 4:0            | Japan      | Usbekistan          | 4:4, 2:1 i. E.      | Irak                |
| 2022 Details | Kuwait (Stadt) (Kuwait)      | Japan        | 3:2            | Iran       | Usbekistan          | 8:2                 | Thailand            |
| 2024 Details | Bangkok (Thailand)           | Iran         | 4:1            | Thailand   | Usbekistan          | 5:5, 3:1 i. E.      | Tadschikistan       |

### Rangliste
| Rang | Land          | Titel | Jahre                                                                        | 2. Platz | 3. Platz | 4. Platz |
| ---- | ------------- | ----- | ---------------------------------------------------------------------------- | -------- | -------- | -------- |
| 1    | Iran          | 13    | 1999, 2000, 2001, 2002, 2003, 2004, 2005, 2007, 2008, 2010, 2016, 2018, 2024 | 2        | 2        | /        |
| 2    | Japan         | 4     | 2006, 2012, 2014, 2022                                                       | 6        | 2        | 3        |
| 3    | Usbekistan    |       |                                                                              | 4        | 6        | 1        |
| 4    | Thailand      |       |                                                                              | 3        | 5        | 1        |
| 5    | Südkorea      |       |                                                                              | 1        | 1        | 1        |
| 6    | Kasachstan    |       |                                                                              | 1        | 1        | /        |
| 7    | China         |       |                                                                              | /        | /        | 2        |
|      | Kirgistan     |       |                                                                              | /        | /        | 2        |
|      | Kuwait        |       |                                                                              | /        | /        | 2        |
| 10   | Australien    |       |                                                                              | /        | /        | 1        |
|      | Vietnam       |       |                                                                              | /        | /        | 1        |
|      | Irak          |       |                                                                              | /        | /        | 1        |
|      | Tadschikistan |       |                                                                              | /        | /        | 1        |